# Juraj Habsburško-Lorenski
Juraj Habsburško-Lorenski (puno ime Pavao Juraj Marija Josip Dominik, njem. Paul Georg Maria Joseph Dominikus; Starnberg, 16. prosinca 1964.), drugi sin te sedmo i najmlađe dijete Otona Habsburškog i princeze Regine Sasko-Meiningenske.

## Životopis
Oženio se za Eiliku Helenu Juttu Clementinu Oldenburšku (r. 22. kolovoza 1972.), stariju kćer kneza Johanna Oldenburškog (mlađeg sina Nikolausa, nasljednog velikog kneza Oldenburga i njegove žene princeze Helene Waldečke i Pyrmontske) i grofice Ilke Ortenburške, 18. listopada 1997. u Budimpešti u Mađarskoj kao jedini od svoje braće i sestara koji je sklopio dinastički ravnopravan brak prema zakonima obitelji Habsburga. Da njegov otac nije prihvatio brak njegova starijeg brata s barunicom Francescom Thyssen-Bornemiszom, koji bi se inače smatrao morganatskim, Juraj bi postao nasljednik svojega oca nakon svojega starijeg brata kao što se već dogodilo u slučaju nadvojvode Franje Ferdinanda i cara Franje Josipa. Njegova žena ostala je luteranka. Njihovo je troje djece:
- Zsófia Mária Tatjána Mónika Erzsébet Katalin (Sofija Marija Tatjana Monika Elizabeta Katarina), r. u Budimpešti, 12. siječnja 2001.)
- Ildikó Mária Walburga (Hilda Marija Walburga), r. u Budimpešti, 6. lipnja 2002.)
- Károly-Konstantin Mihály István Mária (Karlo-Konstantin Mihovil Stjepan Marija), r. u Budimpešti, 20. srpnja 2004.)

Juraj je snažan zagovornik proširenja Europske unije. Predsjedavao je 1. svibnja 2004. Velikim europskim balom, dobrotvornom gala priredbom uz smoking koja se održala u hotelu Waldorf-Astoriji u New Yorku radi proslave ove povijesne prigode.
Juraj je također predsjednik Crvenog križa u Mađarskoj, ambassador-at-large Mađarske i vitez Reda zlatnog runa.
Sa svojom obitelji živi pokraj sela Sóskúta u peštanskoj županiji u Mađarskoj.